# 醜いアメリカ人
『醜いアメリカ人』（みにくいアメリカじん、英語: The Ugly American）は1958年に出版されたアメリカ合衆国の政治小説である。架空国家「サルカン」を中心とした東南アジアを舞台に、アメリカの外交政策の失敗を描いている。
この小説はアメリカの外交に大きな衝撃を与え、ジョン・F・ケネディによる平和部隊はこの本の影響で設立された。今なおアメリカではベストセラーとして読まれ続けており、アメリカの外交政策に多大な影響を与えている。

## 背景
著者のウィリアム・レデラー、ユージン・バーディックは共に第二次世界大戦で従軍経験があり、この小説は実際の従軍経験に基づき執筆された。
1958年、冷戦が本格化し、米ソによる第三世界の代理戦争が激化する中、アメリカは多大な資金と労力を投入しているにもかかわらず、成果を上げられずにいた。同著は原因を上から目線で独善的なアメリカの外交政策だとする。
1958年に出版された後、たちまちベストセラーとなり、最終的に400万部を売り上げた。大統領のジョン・F・ケネディは米国上院議員の同僚全員にこの本のコピーを送っている。
この本の人気により、「醜いアメリカ人」は傲慢で、独善的で、無配慮、民族中心的なアメリカ人を指す慣用句として用いられるようになった。

## あらすじ
この物語は、事実に基づいたフィクションとして、前後に繋がりのある全二十二話の短編小説集として描かれている。
題名の醜いアメリカ人は、主人公のホーマー・アトキンスを指している。彼は他文化を理解し、現地の人と共に、自ら汚しながら働くことのできる「醜い」アメリカ人だった。

## 映画
この小説は、1963年に主演マーロン・ブランドで映画化された。同年には日本でも「侵略」というタイトルで公開されている。